# Præriefodblad
Præriefodblad (Podophyllum peltatum), også skrevet Prærie-Fodblad, er en flerårig, urteagtig plante med usædvanligt store blade, hvide blomster og tomatstore, røde bær. Planten bliver dyrket som prydplante i haver og parker. Det danske navn er misvisende, da planten er knyttet til løvskove og ikke præriens plantesamfund.

## Kendetegn
Præriefodblad er en flerårig, urteagtig plante med oprette blade. På blomstrende eksemplarer er de 2-3 blade håndfligede med 5-9 dybt indskårne lapper. På ikke-blomstrende planter findes der kun ét, skjoldformet, rundt blad. Oversiden er græsgrøn og mere eller mindre rynket, mens undersiden er lysegrøn. Blomstringen foregår i maj, hvor man finder den enlige blomst på sin egen stængel, delvist skjult under bladene. Blomsten er regelmæssig med 5-9, hvide kronblade. Frugten er et gulgrønt (eller på dyrkede sorter: orangerød) og hult bær.
Rodsystemet består af vandrette jordstængler og grove trævlerødder. Alle dele af planten anses for giftige, undtagen de modne bær.
Bladenes overside når op i 0,60 m højde, mens plantens diameter er ca. 0,40 m. Heri er ikke medregnet eventuelle skud fra jordstænglerne.

## Hjemsted
Præriefodblad er udbredt fra det østlige Canada over det østlige og centrale USA til Texas. Arten er knyttet til de blandede løv- og nåleskove, hvor den kan optræde tæppedannende i lysninger, langs vandløb og i skovbryn. Den foretrækker et halvskygget til skygget voksested med en vedvarende fugtig, men veldrænet jord, der har et højt indhold af humus og næringsstoffer. På flodsletten langs Mississippi, nær byen Lafayette i det sydvestlige Louisiana i USA, finder man blandede løvskove. Her vokser arten sammen med bl.a. Almindelig Sumpcypres, almindelig tretorn, amerikansk platan, buskpalmetto, Carya aquatica (en art af Hickory), grøn snabelkalla, gul bjørnefod, hvid ageratina, hvidelm, Ilex decidua (en art af kristtorn), Iris brevicaulis, kruset skovranke, mississipinældetræ, Rubus aboriginum (en art af brombær), rødask, Tradescantia (flere arter), Viola langloisii (en art af viol) og virginsk ambratræ

## Galleri
|  |  |  |  |

## Note
1. ↑  Acadiana Park Nature Station: Flora of Acadiana Park Arkiveret 4. november 2013 hos  Wayback Machine – kortfattet beskrivelse af naturområdet (engelsk)